# Maggy Garrisson
Maggy Garrisson is een Franse stripreeks getekend door Stéphane Oiry en geschreven door Lewis Trondheim, uitgegeven bij Dupuis. De strip werd voorgepubliceerd in stripblad Spirou vanaf 30 januari 2013.

## Verhaal
Maggy Garrisson is een jong, werkloze Engelse die aan de slag gaat als secretaresse van een privé-detective aan lagerwal. Ze is bijdehands en zwartgallig en wanneer haar werkgever uitvalt neemt zij zijn werk over. Het gaat aanvankelijk om kleine karweitjes maar stilaan raakt ze verwikkeld in een zaak met een bende criminelen en corrupte politieagenten.

## Albums
1. Fais un sourire, Maggy (2014)
2. L'homme qui est entré dans mon lit (2015)
3. Je ne voulais pas que ça finisse comme ça (2016)

## Achtergrond
Privé-detectives als Nestor Burma en Mike Hammer hadden al een bijdehandse secretaresse. Maar scenarist Lewis Trondheim gaf zijn Maggy Garrisson de hoofdrol. De kleine zaken die ze moet oplossen waren voor hem enkel de aanleiding om kleurrijke personages en situaties te kunnen neerzetten. Een inspiratiebron voor de strip was de Britse televisieserie Bored to death met zijn bijtende toon. Tekenaar Oiry plaatste zijn verhaal in de wijk Kilburn in Londen, waar hij zelf twee jaar gewoond heeft.